# Francisco Rodríguez Araya
Francisco José Rodríguez Araya (ur. 14 września 1995 w Zurychu) – szwajcarski piłkarz chilijskiego pochodzenia występujący na pozycji pomocnika w klubie FC Luzern oraz w reprezentacji Szwajcarii do lat 21. Młodszy brat Ricardo Rodrígueza i Roberto Rodrígueza.

## Kariera klubowa
Rodríguez jest wychowankiem klubu FC Zürich. 20 lipca 2014 roku zadebiutował w barwach klubu, wychodząc w podstawowym składzie na wygrany 1:0 mecz z Grasshoppers. Tydzień później zdobył swoją pierwszą bramkę w 23. minucie wygranego 4:1 spotkania ligowego z FC Vaduz. 22 lipca 2015 roku Rodríguez podpisał trzyletni kontrakt z niemieckim VfL Wolfsburg, a pół roku później trafił na wypożyczenie do Arminii Bielefeld.

## Kariera reprezentacyjna
Rodríguez ma za sobą grę w młodzieżowych kadrach Szwajcarii, jednak z powodu pochodzenia swoich rodziców jest uprawniony do reprezentowania także Chile oraz Hiszpanii. 18 sierpnia 2014 roku otrzymał od Jorge Sampaoliego powołanie do reprezentacji Chile na towarzyskie mecze z Meksykiem i Haiti. Wówczas jednak zdecydował się na występy w kadrze Szwajcarii do lat 21. Rok później, w sierpniu 2015 roku podjął decyzję o zmianie barw i grze dla Chile, ale mimo to kilka dni później ponownie przyjął powołanie do szwajcarskiej reprezentacji U-21.